# Kellen Moore
Kellen Christopher Moore (nacido el 5 de julio de 1988) es un entrenador de fútbol americano profesional y ex quarterback estadounidense, actual entrenador en jefe de los New Orleans Saints de la Liga Nacional de Fútbol Americano (NFL). Jugó fútbol americano universitario para los Boise State Broncos, estableciendo el récord de victorias de un quarterback en la Football Bowl Subdivision (FBS).
Moore pasó la mayor parte de su carrera profesional de 2012 a 2017 como suplente, jugando con los Dallas Cowboys en 2015. Después de retirarse como jugador, Moore trabajó como coordinador ofensivo de los Cowboys, Los Angeles Chargers y Philadelphia Eagles, ganando el Super Bowl LIX con estos últimos antes de ser nombrado entrenador en jefe de los Saints en 2025.

## Primeros años de vida
Kellen Christopher Moore nació el 5 de julio de 1988 en Prosser, Washington. Su padre, Tom, fue entrenador en jefe en la escuela secundaria Prosser de 1986 a 2008, ganando 21 títulos de liga y cuatro campeonatos estatales. Durante todos los días de la temporada de fútbol americano, él y su hermano menor Kirby, quien también jugó en Boise State como wide receiver, iban de la escuela primaria al entrenamiento de fútbol americano de su padre. Como recordó el padre de Kellen en una entrevista de 2011: «Siempre llevaba una libreta. Siempre estaba dibujando jugadas». En sus dos últimos años de secundaria, su padre le permitió crear sus propias jugadas.
Según su madre, Moore "creció rápido y luego no volvió a crecer" – tenía 5′ 11″ (1,8 m) como estudiante de segundo año de instituto, casi su estatura adulta.  Su baja estatura no fue obstáculo para el éxito en Prosser High. Moore fue nombrado Jugador Gatorade del Año del estado de Washington. Fue seleccionado hasta en tres veces en fútbol americano y baloncesto, y fue nombrado Velocity/Prep Star All-American y MVP del Primer Equipo All-State y División 2A por el Seattle Times. Moore fue nombrado Jugador del Año de la liga, así como miembro del Primer Equipo All-League en segundo, tercer y último año. También fue seleccionado para el Tercer Equipo All-State en su tercer año.
Moore estableció récords del estado de Washington en pases completos (787) y pases de touchdown (173). También estableció récords estatales de una sola temporada en pases completos (317 como junior), yardas (4,600 como junior) y pases de touchdown (67 como senior).
Moore terminó su carrera completando 787 de 1195 pases (.659) para 11 367 yardas y 173 touchdowns con 34 intercepciones. Lideró a Prosser a un récord de 12-1 en 2006 como estudiante de último año, clasificándolos para las semifinales estatales, donde su equipo perdió contra los Centralia Tigers y en el que Moore lanzó dos pases interceptados. En su penúltimo año, completó 317 de 479 pases (66.2%) para 4600 yardas y 66 touchdowns con 15 intercepciones. El año anterior, en su segundo año, completó 179 de 308 pases (58.1%) para 2442 yardas y 39 touchdowns con 11 intercepciones.
Entre los compañeros de equipo de Moore en Boise State se encontraban su hermano menor Kirby y su amigo de la infancia Cory Yriarte, center de los Broncos. Kirby ostenta actualmente el récord nacional de recepciones de touchdown en la escuela secundaria, con 95. 

## Carrera universitaria

### 2007
Durante la temporada 2007, Moore fue declarado como jugador inactivo.

### 2008
Como estudiante de primer año en 2008, Moore llevó a los Broncos a una temporada regular invicta y al campeonato de la WAC mientras lanzaba 25 touchdowns y 9 intercepciones en 12 partidos. En el último partido de 2008, Boise State perdió ante Texas Christian University (TCU) en el Poinsettia Bowl de 2008, el primero de dos encuentros de bowl consecutivos para los rivales que no clasificaron automáticamente. Fue nombrado estudiante de primer año del año de la WAC y segundo equipo All-conference después de una espectacular primera temporada, guiando a Boise State a un récord de 12-1 y fue nombrado jugador ofensivo más valioso de Boise State por votación de sus compañeros de equipo. Fue nombrado para el segundo equipo All-WAC de Phil Steele Publications y también votó para el equipo All-America de estudiantes de primer año de la Football Writers Association of America .
Ocupó el puesto 12.º a nivel nacional en eficiencia de pase y el 24.º en ofensiva total, con un promedio de 265.85 yardas por partido. Fue primero en la WAC en eficiencia de pase (157.1), segundo en ofensiva total (265.8) y promedio de yardas por pase por partido (268.2). Completó 281 de 405 pases para 3,486 yardas, con 25 touchdowns y 10 intercepciones.

### 2009
En enero de 2009, Moore fue calificado como el 37º mejor jugador que regresa al fútbol americano universitario por College Football News . 
Moore lanzó 39 touchdowns, un récord para la escuela, con solo 3 intercepciones, lo que llevó a los Broncos a un récord de 14-0, a otro título de la WAC y a ser el principal candidato para el Fiesta Bowl contra la invicta TCU, número 4 del ranking. El Fiesta Bowl de 2009 fue muy controvertido debido a la decisión de enfrentar a las dos universidades que no calificaban automáticamente entre sí en lugar de que se enfrentaran a los equipos que sí calificaban automáticamente. La BCS fue criticada por la percepción de que el riesgo de que ambos, o alguno de los equipos, derrotaran a un equipo de una "conferencia poderosa" era demasiado grande, y que la BCS hizo que TCU y BSU se enfrentaran para minimizar el daño de su participación. Terminó la temporada regular de 2009 con el índice de eficiencia de pasador más alto de la División IA, con un índice de 167.3. En sus primeros dos años como quarterback titular, Moore no perdió un partido de la temporada regular.
Moore fue titular contra el gran favorito TCU en el Fiesta Bowl y jugó todo el partido. No tuvo intercepciones, balones sueltos ni centros erróneos. Lideró al equipo en una serie ofensiva de 78 yardas para touchdown en el último cuarto, tomando la delantera definitiva y ganando el partido 17-10.
Fue nombrado Primer Equipo All-American por CBSSportsline.com, una subsidiaria de CBS Sports. Fue uno de los diez finalistas del Premio Manning. También fue Primer Equipo All-WAC y Jugador Ofensivo del Año de la WAC en 2009, y terminó séptimo en la votación del Heisman de 2009.

### 2010

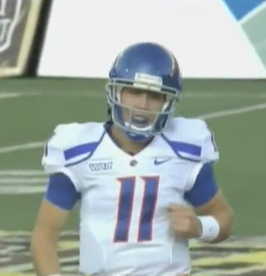
Moore en 2010

Moore llevó a los Broncos a una victoria de 33–30 sobre Virginia Tech el 6 de septiembre de 2010. El partido fue muy esperado y recibió un rating de televisión de 6.8, casi el doble que el siguiente partido más visto. Moore contribuyó con 3 touchdowns de pase en el partido con un pase ganador final a Austin Pettis con 1:14 restantes en el juego. Como resultado de la victoria, Boise State recibió 8 votos de primer lugar en la encuesta AP de la semana 2, y subió al tercer lugar en la encuesta de entrenadores. Moore también fue mencionado por los principales medios deportivos como uno de los principales candidatos para el Trofeo Heisman 2010. Después de terminar la temporada con 3,506 yardas, 33 touchdowns y cinco intercepciones, Moore fue nombrado finalista para el Trofeo Heisman y fue invitado a la ceremonia en la ciudad de Nueva York para convertirse en el primer jugador de Boise State en ser finalista del Heisman. Moore terminó cuarto en la votación del Heisman. Moore también fue finalista del Premio Davey O'Brien, el Premio Maxwell y el Premio Manning (todos ellos ganados por Cam Newton ). Moore fue nombrado Quarterback del Año del Touchdown Club de Columbus. Boise State fue invitado al Maaco Bowl Las Vegas de 2010, donde derrotó a Utah por 26-3.

### 2011
El 28 de marzo de 2011, Sporting News nombró a Moore como el jugador número uno en su lista anual de los 25 mejores jugadores del país. Se ubicó por delante del quarterback de Stanford, Andrew Luck, y del running back de Oregon, LaMichael James, quienes terminaron por delante de Moore en la votación del Heisman de 2010. Solo necesitó 8 victorias durante la temporada 2011 para superar a Colt McCoy como el quarterback con más victorias en la historia de la NCAA. Lanzó su pase de touchdown número 100 contra Georgia durante la primera semana. Tras una victoria en la temporada inaugural contra Georgia en el Chick-fil-A Kickoff Game, Moore apareció en la portada de Sports Illustrated, que se distribuye solo en la región oeste.
Con la victoria de los Broncos sobre la Fuerza Aérea el 22 de octubre, igualó al ex quarterback de Texas, Colt McCoy, con el récord de victorias de su carrera, con 45. El 5 de noviembre, los Broncos derrotaron a la UNLV y Moore rompió el récord para convertirse en el líder de la FBS en victorias de su carrera para un quarterback titular, con 46. Sin embargo, una temporada perfecta se vio arruinada nuevamente por una derrota por 36-35 ante TCU.
Moore terminó octavo en la votación del Trofeo Heisman. Se convirtió en el decimoquinto jugador en la historia de la votación del Trofeo Heisman en terminar entre los diez mejores tres veces. Fue uno de los tres finalistas al Premio Maxwell junto con Andrew Luck y Trent Richardson (ganado por Luck). Por segundo año consecutivo, fue nombrado Quarterback del Año del Touchdown Club de Columbus y se anunció que a partir de 2012 el premio se conocerá como el Premio Kellen Moore. Terminó 2011 en el primer puesto de la FBS en porcentaje de pases completos. Con la victoria de los Broncos por 56-24 sobre Arizona State en el Maaco Bowl Las Vegas de 2011, Moore se convirtió en el primer quarterback en la historia de la FBS en ganar 46 partidos en su carrera, terminando con un récord de 49-3.

### Estadísticas universitarias
| Temporada | Equipo      | Partidos | Partidos | Partidos | Pases | Pases | Pases  | Pases      | Pases | Pases | Pases | Carrera | Carrera | Carrera  | Carrera |
| Temporada | Equipo      | Jugados  | Titular  | Récord   | Cmp   | Att   | Yardas | Porcentaje | TD    | Int   | Rtg   | Att     | Yardas  | Promedio | TD      |
| --------- | ----------- | -------- | -------- | -------- | ----- | ----- | ------ | ---------- | ----- | ----- | ----- | ------- | ------- | -------- | ------- |
| 2008      | Boise State | 13       | 12       | 11–1     | 281   | 405   | 3.486  | 69.4       | 25    | 10    | 157.1 | 38      | −30     | −0.8     | 1       |
| 2009      | Boise State | 14       | 14       | 14–0     | 277   | 431   | 3.536  | 64.3       | 39    | 3     | 161.7 | 24      | −5      | −0,2     | 1       |
| 2010      | Boise State | 13       | 13       | 12–1     | 273   | 383   | 3.845  | 71.3       | 39    | 6     | 182.6 | 19      | −32     | −1.7     | 1       |
| 2011      | Boise State | 13       | 13       | 12–1     | 326   | 439   | 3.800  | 74.3       | 43    | 9     | 175.2 | 20      | −66     | −3.3     | 0       |
| Totales   | Totales     | 53       | 52       | 49–3     | 1.157 | 1.658 | 14.667 | 69.8       | 142   | 28    | 169.0 | 101     | -133    | -1.3     | 3       |

## Carrera como jugador profesional

### Pre-draft
Plantilla:NFL predraftPlantilla:NFL predraftA pesar de su éxito en la universidad, muchos analistas dudaban del potencial profesional de Moore, especialmente de su estatura relativamente pequeña, según su Boise State Pro Day, un poco más baja que 6′ 0″ (1,83 m), así como dudas sobre la fuerza y la movilidad del brazo. Moore se proyectaba como una selección tardía del draft o agente libre prioritario.

### Detroit Lions
Moore no fue seleccionado en el draft de la NFL de 2012, pero fue contratado inmediatamente después del draft por los Detroit Lions. Al ser contratado por Detroit, declaró: "No creo que probablemente haya un quarterback más motivado". Si bien algunos de los medios expresaron la opinión de que Moore debería desbancar al recién contratado Dan Orlovsky como el suplente principal de los Lions durante la temporada 2014, el entrenador en jefe de los Lions, Jim Caldwell, decidió que Orlovsky seguiría siendo el titular.
El 21 de febrero de 2014, se anunció que los Lions no presentarían una oferta de agente libre restringido a Moore, lo que le permitió explorar otras opciones en la NFL. A pesar de no presentar una oferta, el gerente general de los Lions, Martin Mayhew, expresó su interés en traer de vuelta a Moore para la temporada 2015. 
El 6 de marzo de 2015, los Lions firmaron a Moore con un contrato de dos años por un valor de $1.825 millones. El 5 de septiembre, después de la pretemporada del equipo, Moore no logró ingresar a la plantilla inicial de 53 jugadores y fue liberado durante los cortes finales del training camp del equipo.

### Dallas Cowboys
El 6 de septiembre de 2015, Moore fichó por el equipo de prácticas de los Dallas Cowboys, donde se reunió con el excoordinador ofensivo de los Lions, Scott Linehan. Tras la primera fractura de clavícula izquierda de Tony Romo, fue ascendido a la plantilla activa para ser suplente de Brandon Weeden el 23 de septiembre. Moore fue suplente del equipo durante dos partidos, hasta que los Cowboys ficharon al quarterback Matt Cassel. El 10 de noviembre, Moore fue despedido y renovó su contrato dos días después con el equipo de prácticas.
Después de que Romo sufriera una segunda fractura de clavícula en una derrota de Acción de Gracias contra los Carolina Panthers, Moore fue ascendido a la lista activa el 2 de diciembre para servir como suplente de Cassel. Durante la ausencia de Romo, los Cowboys intentaron confiar en los quarterbacks suplentes Weeden (0-3) y Cassel (1-6), pero no tuvieron éxito.
El 19 de diciembre, Moore jugó su primer partido de temporada regular contra los New York Jets, reemplazando a un Cassel ineficaz. El segundo pase de Moore en la NFL fue interceptado por Marcus Gilchrist. En la siguiente serie ofensiva, Moore lanzó su primer touchdown, conectando con Dez Bryant. Fue interceptado dos veces más en la segunda mitad, incluyendo una en la zona de anotación, cuando los Cowboys tuvieron la oportunidad de adelantarse 17-9 en el tercer cuarto.
La derrota contra los Jets eliminó oficialmente a los Cowboys de la lucha por los playoffs, lo que llevó a la organización a aprovechar los dos últimos partidos de la temporada regular para probar a Moore. Su primera titularidad llegó la semana siguiente contra los Buffalo Bills, completando 13 de 31 pases y lanzando una intercepción a AJ Tarpley en el tercer cuarto, en la derrota de los Cowboys por 16-6.
En su primera titularidad como local, jugando contra los Washington Redskins, Moore lanzó para 435 yardas, tres touchdowns y dos intercepciones durante la derrota por 34-23. Se convirtió en el quinto quarterback en la historia del equipo en lanzar para 400 o más yardas en un solo partido y también lanzó para la sexta mayor cantidad de yardas en la historia del equipo en un solo partido.
En 2016, Moore sufrió una fractura de peroné en su pierna derecha durante un entrenamiento de training camp el 2 de agosto y fue colocado en la reserva de lesionados el 30 de agosto.
El 20 de marzo de 2017, Moore renovó su contrato con los Cowboys. Los Cowboys lo liberaron el 2 de septiembre, pero renovó su contrato tres días después. Fue liberado el 26 de octubre y renovó su contrato con el equipo de prácticas.

### Retirada
En 2018, Moore se retiró de la NFL. Después de su retiro, Moore fue el último quarterback zurdo en jugar en la NFL hasta Tua Tagovailoa en 2020.

### Estadísticas de carrera de la NFL
| Año   | Equipo | Partidos | Partidos | Partidos | Pase | Pase | Pase | Pase | Pase | Pase | Pase | Pase | Carrera | Carrera | Carrera | Carrera |
| Año   | Equipo | Jugados  | Titular  | Récord   | Cmp  | Att  | Pct  | Yds  | Y/A  | TD   | Int  | Rtg  | Att     | Yds     | Avg     | TD      |
| ----- | ------ | -------- | -------- | -------- | ---- | ---- | ---- | ---- | ---- | ---- | ---- | ---- | ------- | ------- | ------- | ------- |
| 2012  | DET    | 0        | 0        | —        | DNP  | DNP  | DNP  | DNP  | DNP  | DNP  | DNP  | DNP  | DNP     | DNP     | DNP     | DNP     |
| 2013  | DET    | 0        | 0        | —        | DNP  | DNP  | DNP  | DNP  | DNP  | DNP  | DNP  | DNP  | DNP     | DNP     | DNP     | DNP     |
| 2014  | DET    | 0        | 0        | —        | DNP  | DNP  | DNP  | DNP  | DNP  | DNP  | DNP  | DNP  | DNP     | DNP     | DNP     | DNP     |
| 2015  | DAL    | 3        | 2        | 0–2      | 61   | 104  | 58.7 | 779  | 7.5  | 4    | 6    | 71.0 | 2       | −1      | −0,5    | 0       |
| 2016  | DAL    | 0        | 0        | —        | DNP  | DNP  | DNP  | DNP  | DNP  | DNP  | DNP  | DNP  | DNP     | DNP     | DNP     | DNP     |
| 2017  | DAL    | 0        | 0        | —        | DNP  | DNP  | DNP  | DNP  | DNP  | DNP  | DNP  | DNP  | DNP     | DNP     | DNP     | DNP     |
| Total | Total  | 3        | 2        | 0–2      | 61   | 104  | 58.7 | 779  | 7.5  | 4    | 6    | 71.0 | 2       | −1      | −0,5    | 0       |

## Carrera de entrenador

### Dallas Cowboys
En 2018, después de retirarse de la NFL, Moore se convirtió en el entrenador de quarterbacks de los Cowboys después de que el entrenador Wade Wilson se retirara. El 31 de enero de 2019, los Cowboys anunciaron que Moore había sido ascendido a coordinador ofensivo. Ayudó a liderar a los Cowboys a la unidad mejor clasificada en la NFL por yardas totales en la temporada 2019. Después del despido de Jason Garrett como entrenador en jefe de los Cowboys después de 10 temporadas, el informante de FOX NFL, Jay Glazer, informó que el nuevo entrenador Mike McCarthy había expresado interés en mantener a Moore en el cuerpo técnico, lo que McCarthy hizo. Llevó a los Cowboys de 2021 a la ofensiva mejor clasificada por yardas totales y puntos anotados.
El 29 de enero de 2023, después de su eliminación de los playoffs, los Cowboys y Moore acordaron mutuamente separarse.

### Los Ángeles Chargers
El 30 de enero de 2023, Moore fue contratado por Los Angeles Chargers como su nuevo coordinador ofensivo bajo la dirección del entrenador en jefe de tercer año, Brandon Staley. Tras una temporada con un récord de 5-12 en la que Staley fue despedido, Moore no fue contratado por el nuevo entrenador de los Chargers, Jim Harbaugh.

### Philadelphia Eagles
El 5 de febrero de 2024, los Philadelphia Eagles nombraron a Moore como su nuevo coordinador ofensivo. En su única temporada como coordinador, ayudó a los Eagles a alcanzar el segundo mejor ataque terrestre de la liga, mientras que los Eagles ganaron la NFC Este. En el Partido de Campeonato de la NFC, anotaron 55 puntos, la mayor cantidad de un equipo en cualquier partido de campeonato. Los Eagles derrotaron a los Kansas City Chiefs en el Super Bowl LIX por 40-22.

### Nueva Orleans Saints
El 11 de febrero de 2025, Moore fue contratado como entrenador en jefe de los New Orleans Saints.

## Historial como entrenador en jefe
| Equipo | Año   | Temporada regular | Temporada regular | Temporada regular | Temporada regular | Temporada regular | Postemporada | Postemporada | Postemporada | Postemporada |
| Equipo | Año   | Victorias         | Derrotas          | Empates           | % victorias       | Puesto            | Victorias    | Derrotas     | % victorias  | Resultado    |
| ------ | ----- | ----------------- | ----------------- | ----------------- | ----------------- | ----------------- | ------------ | ------------ | ------------ | ------------ |
| NO     | 2025  | 0                 | 0                 | 0                 | –                 | TBD en la NFC Sur | —            | —            | —            | —            |
| Total  | Total | 0                 | 0                 | 0                 | –                 |                   | 0            | 0            | .000         |              |